# Otto van Rees (bestuurder)

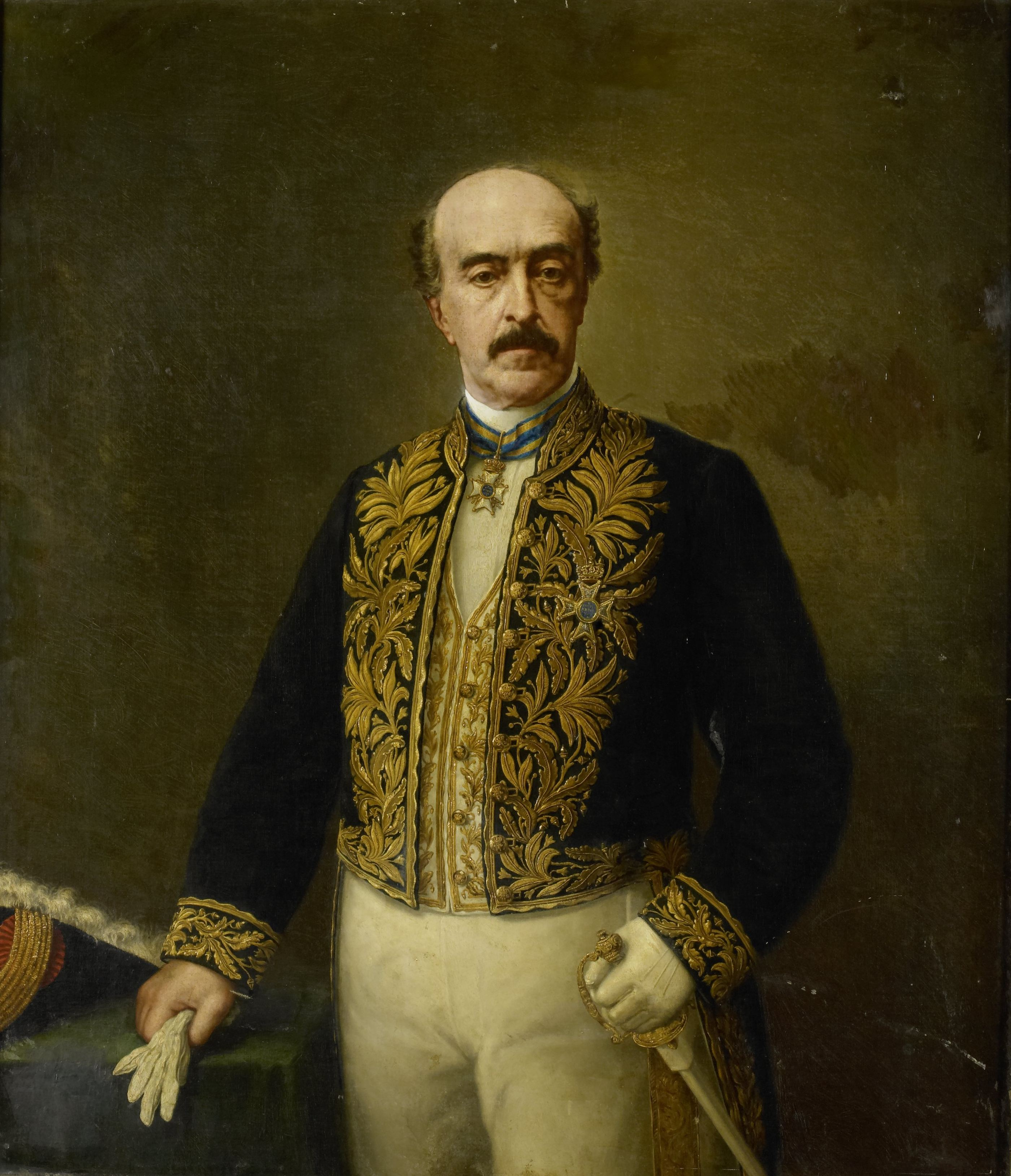
Otto van Rees.

Otto van Rees (Culemborg, 4 januari 1823 – Arnhem, 10 maart 1892) was een liberaal negentiende-eeuws koloniaal bestuurder en politicus.
Van Rees vertrok op jeugdige leeftijd naar Nederlands-Indië waar hij als veertienjarige aan een ambtelijke loopbaan begon en bracht het er van klerk tot adjunct-gouvernementssecretaris (1851). In juli 1851 werd hij inspecteur van Financiën om in 1853 met ziekteverlof naar Nederland terug te keren. Hij reisde eind 1854 weer naar Nederlands-Indië en werd resident van Kedoe (1856-1857), Bagelen (1857-1860) en Soerabaja (1860-1864) om op 1 mei 1864 als lid tot de Raad van Nederlands-Indië toe te treden (tot 1872; onderbroken door ziekteverlof - periode 1868-1870).
Wederom speelde zijn gezondheid hem parten en hij kwam voor herstel naar Nederland. Na aankomst in Nederland werd hij door het kiesdistrict Rotterdam afgevaardigde in de Tweede Kamer (tot juli 1873). Zijn benoeming tot vicepresident van de Raad van Nederlands-Indië deed hem medio 1873 weer naar de Oost afreizen. In deze functie zou hij tot maart 1878 aanblijven om vervolgens naar Nederland terug te keren.
Hij werd weer Kamerlid voor het kiesdistrict Arnhem en in maart 1879 volgde hij de overleden Pieter Philip van Bosse op als minister van Koloniën in het kabinet-Kappeyne van de Coppello. Toen dit kabinet zes maanden later ten val kwam, werd hij weer Kamerlid en Kamervoorzitter. In maart 1883 was hij enkele dagen kabinetsformateur, maar zijn poging mislukte.
Hij verbleef na zijn benoeming tot gouverneur-generaal van Nederlands-Indië nogmaals in Nederlands-Indië (1884-1888). Door zijn functies en rol in Nederlands-Indië had hij de bijnaam 'koning Otto'. Hij was tegenstander van voortdurende uitbreiding van het Nederlandse gebied in Indië en voorstander van hervormingen.
Na definitieve terugkeer in Nederland vestigde hij zich in Arnhem en stierf daar in 1892 en is begraven op begraafplaats Moscowa te Arnhem.
Gouverneur-generaal van de VOC

Both · 
Gerard Reynst · 
Reael · 
Coen · 
Carpentier · 
Coen · 
Specx · 
Brouwer · 
Van Diemen · 
Van der Lijn · 
Carel Reyniersz · 
Maetsuycker · 
Rijcklof van Goens · 
Speelman · 
Camphuys · 
Van Outhoorn · 
Van Hoorn · 
Van Riebeeck · 
Van Swol · 
Zwaardecroon · 
De Haan · 
Durven · 
Van Cloon · 
Patras · 
Valckenier · 
Thedens · 
Van Imhoff · 
Mossel · 
Van der Parra · 
Van Riemsdijk · 
De Klerk · 
Alting

 

Gouverneur-generaal van staatswege

Van Overstraten · 
Siberg · 
Wiese · 
Daendels · 
(Britse interventie: Raffles en Fendall) · 
Van der Capellen · 
De Kock · 
Du Bus de Gisignies · 
Van den Bosch · 
Baud · 
De Eerens · 
Van Hogendorp · 
Merkus · 
Jan Reijnst · 
Rochussen · 
Duymaer van Twist · 
Pahud · 
Prins · 
Sloet van de Beele · 
Prins · 
Mijer · 
Loudon · 
Van Lansberge · 
s'Jacob · 
Van Rees · 
Pijnacker Hordijk · 
Van der Wijck · 
Rooseboom · 
Van Heutsz · 
Idenburg · 
Van Limburg Stirum · 
Fock · 
De Graeff · 
De Jonge · 
Tjarda van Starkenborgh Stachouwer
- Biografisch Portaal: 28644846
- Digitale Bibliotheek voor de Nederlandse Letteren: rees015
- Gemeinsame Normdatei: 136071902
- International Standard Name Identifier: 0000 0000 5768 4440
- Library of Congress Control Number: no2021076898
- Nederlandse Thesaurus van Auteursnamen: 069963673
- Parlement.com: vg09ll5phbyd
- Virtual International Authority File: 80478470